# Gulf South Pipeline
Gulf South Pipeline — трубопровідна мережа, яка забезпечує транспортування природного газу на узбережжі Мексиканської затоки між центрами видобутку, газовими хабами, терміналами та іншими магістральними трубопроводами.
Gulf South має яскраво виражену мережеву структуру, що складається з великої кількості трубопроводів, котрі покривають узбережжя штатів Техас, Луїзіана, Міссісіпі, Алабама та незначну частину прилягаючого до останньої північно-західного кута Флориди. Завдяки інтерконнекторам з численними газопровідними мережами, вона забезпечує подачу до них ресурсу, зокрема, завдяки участі в роботі газових хабів Генрі та Перрівіль (Луїзіана).
Розвиток системи розпочався у 1930-х роках під назвою United Gas Pipeline. В січні 1940 року вона стала першою в країні та світі, яка досягла потужності в 1 млрд кубічних футів на добу (28 млн м3). Протягом своєї історії система неодноразово змінювала власників та назви: в 1993-му на Koch Gateway Pipeline, в 2001-му на Gulf South Pipeline.
Станом на 2016 рік загальна довжина трубопроводів Gulf South становила 7225 миль, а пропускна здатність понад 27 млрд м3 на рік. Окрім традиційних газових родовищ джерелами наповнення системи є сланцеві формації Хейнсвіль та Барнетт. Раніше до Gulf South надходило також блакитне паливо, імпортоване через термінал ЗПГ Лейк-Чарльз, проте внаслідок «сланцевої революції» його заплановано перетворити на завод для виробництва ЗПГ на експорт. Крім того, планується, що через Gulf South буде отримувати ресурс інший завод по зрідженню газу Фріпорт ЗПГ.
Численні інтерконектори Gulf South з газотранспортними системами зокрема включають сполучення з:
- трубопроводами, що ведуть до регіону Великих Озер та на північний схід країни — ANR Pipeline, Columbia Gulf Transmission, Natural Gas Pipeline Company of America, Tennessee Gas Pipeline, Trunkline Pipeline, Texas Eastern Transmission, Texas Gas Transmission, Transco;
- газопроводами до південно-східних штатів — Southern Natural Gas Pipeline, Florida Gas Transmission, Gulfstream Pipeline;
- трубопроводами газопромислового регіону Мексиканської затоки — Acadian, Bridgeline, Sabine, Gulf Crossing.
Разом з системою діють два підземних сховища газу на базі виснажених родовищ в Bistineau (Луїзіана) та Jackson (Міссісіпі) з загальною активною ємністю 2,4 млрд м3. Крім того, у соляних відкладеннях в штаті Міссісіпі створено вісім ПСГ з активною ємністю 0,8 млрд м3.
Окрім зазначеної вище взаємодії з далекомагістральними газопровідними системами, від Gulf South отимують ресурс місцеві розподільчі мережі, зокрема в Нью-Орлеані та Батон-Руж (Луїзіана), Джексоні (Міссісіпі), Мобіл (Алабама) та Пенсаколі (Флорида).